# Station Nidzica
Station Nidzica is een spoorwegstation in de Poolse plaats Nidzica.